# Pino Quartullo

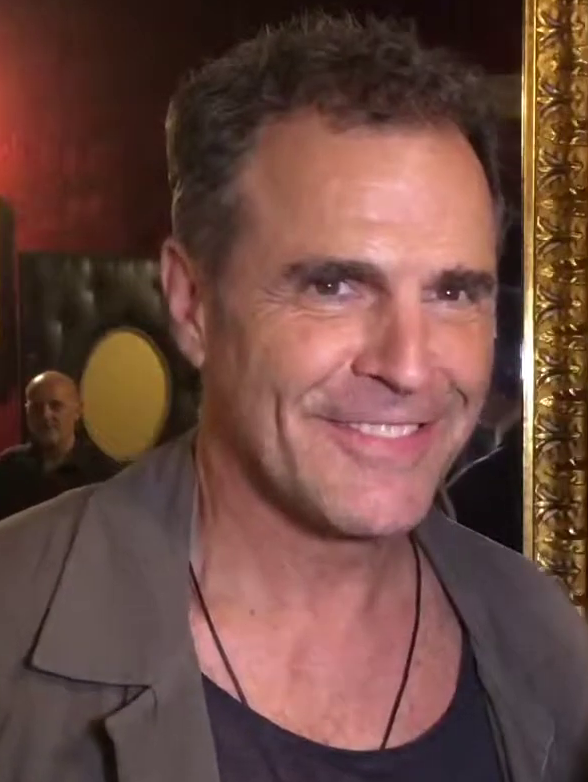
Pino Quartullo, 2019

Pino Quartullo (eigentlich Giuseppe Quartullo; * 12. Juli 1957 in Rom) ist ein italienischer Schauspieler, Drehbuchautor und Filmregisseur.

## Leben
Quartullo schloss in Architektur ab, machte anschließend das Regiediplom an der „Accademia Silvio D’Amico“ und besuchte Kurse bei Gigi Proietti. Sein Theaterdebüt feierte er mit Fra Diavolo, bei dem Aldo Trionfo Regie führte und als dessen Assistent sowie als Darsteller er engagiert war. 1982 folgte das populäre A me glo icchi, please seines Mentors Proietti sowie die erste Kinorolle (für Mario Monicelli). Im nächsten Jahr wurde Quartullo künstlerischer Leiter, Regisseur und Darsteller des „La Festa Mobile“, für das er eine Reihe von hauptsächlich Komödien in Szene setzte. Dabei konnte er bei Publikum wie Kritikern einen Erfolg nach dem anderen feiern. Von 2000 bis 2013 war er mit der künstlerischen Leitung des „Teatro Traiano“ in Civitavecchia beauftragt.
In den 1990er Jahren drehte Quartullo auch immer wieder Kinofilme, die er nach eigenem Drehbuch – und allermeist nach Theatererfolgen – spielte und inszenierte. Zuvor hatte 1987 der Kurzfilm Exit, den er mit Stefano Reali zusammen verantwortete, eine Oscarnominierung erhalten. Häufig sieht man ihn als Schauspieler in Fernsehfilmen und -serien.
Aus der Beziehung mit der Schauspielerin Elena Sofia Ricci hat Quartullo eine 1996 geborene Tochter.

## Filmografie (Auswahl)
Schauspieler
- 1982: Il marchese del Grillo

Regie, Drehbuch, Darsteller
- 1991: Swingers (Quando erevamo repressi)
- 1998: Le faremo tante male